# Condylostylus
Condylostylus is een vliegengeslacht uit de familie van de slankpootvliegen (Dolichopodidae).

## Soorten
- C. albicoxa (Walker, 1849)
- C. banksii (Van Duzee, 1915)
- C. brimleyi Robinson, 1964
- C. calcaratus (Loew, 1861)
- C. caudatus (Wiedemann, 1830)
- C. clavatus (Van Duzee, 1929)
- C. coloradensis Van Duzee, 1932
- C. comatus (Loew, 1861)
- C. connectans (Curran, 1942)
- C. crinitus (Aldrich, 1904)
- C. currani Parent, 1929
- C. chalybeus (Van Duzee, 1914)
- C. chrysoprasi (Walker, 1849)
- C. debilis Becker, 1922
- C. dimidiatus (Loew, 1862)
- C. erectus Becker, 1922
- C. femoratus (Say, 1823)
- C. flavipes (Aldrich, 1904)
- C. furcatus (Van Duzee, 1915)
- C. fusitarsis Van Duzee, 1933
- C. graenicheri (Van Duzee, 1927)
- C. inermis (Loew, 1861)
- C. inornatus (Aldrich, 1901)
- C. jucundus (Loew, 1861)
- C. leonardi (Van Duzee, 1915)
- C. longitalus (Van Duzee, 1923)
- C. melampus (Loew, 1862)

- C. mundus (Wiedemann, 1830)
- C. nigrofemoratus (Walker, 1849)
- C. occidentalis (Bigot, 1888)
- C. ogilvii (Malloch, 1932)
- C. parvicauda (Van Duzee, 1927)
- C. patibulatus (Say, 1823)
- C. pilicornis (Aldrich, 1904)
- C. portoricensis (Macquart, 1834)
- C. pruinosus (Coquillett, 1904)
- C. quintusflavus Gunther, 1980
- C. radians (Macquart, 1834)
- C. semicomatus (Van Duzee, 1929)
- C. similis (Aldrich, 1901)
- C. sipho (Say, 1823)
- C. tonsus (Aldrich, 1901)
- C. viridicoxa (Aldrich, 1904)
- C. viridis Parent, 1929